# Ridderorden in Polen
Polen heeft een zeer wisselvallige geschiedenis gekend waarbij het land zich soms over enorme gebieden uitstrekte en op andere momenten van de landkaart was verdwenen. Dat betekent dat ook de geschiedenis van de ridderorden in Polen ingewikkeld is.
In de middeleeuwen hebben de Poolse koningen geen ridderorden gesticht. Aan de noordkant van het Poolse rijk waren militaire orden of kruisridderorden als de Duitse Orde en de Orde van de Zwaardridders actief. Zij beheersten en bezaten grote gebieden aan de Oostzee.

## Orden van het Koninkrijk Polen
De oudste Poolse orde is de Orde van het Gouden Hert (1672), Daarop vokgden de Orde van de Witte Adelaar (1705). Nog later volgden de Orde van Sint-Stanislaus en de Orde Virtuti Militari(1792).
Op die laatste orde na werden de Poolse orden in 1830 door het Keizerrijk Rusland overgenomen.
Overige orden
- Orden Merentibus (1766)
- Orde van de Confederatie van Bar (1771)
- Orden Virtuti Civili (1792)
- Damesorde van het Stift Marywilskiej (18e en 19e eeuw.)

## Orden van de Republiek Polen
In 1921 werd de Orde Polonia Restituta ingesteld om het herstel van Polen als onafhankelijke staat te vieren. De Orde van Sint-Stanislas kwam niet meer terug.
In de Tweede Wereldoorlog werd Polen door Duitsland overwonnen en grotendeels geannexeerd. De Poolse regering kon naar Londen ontkomen en bleef daar tot 1992 in ballingschap. Door onderlinge conflicten zijn er in Londen tijdelijk zelfs twee regeringen in ballingschap geweest maar slechts een van hen wordt nu door de democratische Poolse regering als haar voorganger erkend. De huidige Poolse regering beschouwt het communistische regime dat Polen van 1944 tot 1992 als handlanger van de Sovjet-Unie bestuurde niet als een wettige Poolse regering.
De Poolse regering in ballingschap is de Poolse ridderorden blijven verlenen. Een van de twee Poolse regeringen heeft ook een Orde van Sint-Stanislaus ingesteld. Deze ordestichting is omstreden.
De door de Sovjet-Unie in Warschau geïnstalleerde regering heeft een Volksrepubliek Polen uitgeroepen. De Volksrepubliek kende de volgende orden waarbij in een aantal gevallen de Sovjet-onderscheidingen en de socialistische orden model hebben gestaan.
- De Orde van de Bouwers van het Polen van het Volk
- De Orde Polonia Restituta, deze orde bleef bestaan.
- De Orde Virtuti Militari, deze orde werd gehandhaafd.
- De Orde van het Grunwald Kruis
- De Orde van de Vlag van de Arbeid
- De Orde van Verdienste van de Volksrepubliek Polen (Order Zaslugi Polskiej Rzeczypospolitej Ludowej) 1974

In 1992 werd de communistische regering gedwongen af te treden. De nieuwe regering onder Lech Wanlensa negeerde haar afgetreden voorgangers en nam de regering officieel over van de in 1939 naar Londen uitgeweken regering. Zo volgde een periode van restauratie waarbij ook de vooroorlogse Poolse ridderorden weer werden hersteld. De communistische orden werden afgeschaft.

## De ridderorden van Polen 1992-
- De Orde van de Witte Adelaar
- De Orde Virtuti Militari (Order Wojjeni Virtuti Militari) 1792, hervormd na de val van het communisme.
- De Orde Polonia Restituta (Ordrodzenia Polski) 1921, hervormd na de val van het communisme.
- De Orde van Verdienste van de Republiek Polen (Order Zaslugi Rzeczypospolitej Polskiej) 1974, hervormd na de val van het communisme.

De Orde van Sint-Stanislaus trof een merkwaardig lot; de tsaren hebben deze Poolse orde gebruikt om de politieagenten die Polen en de Poolse cultuur onderdrukten te belonen en daarom zag men er in Polen in 1918 van af om de orde ter herstellen. De Romanovs in ballingschap bleven daarentegen ridders in de Orde van Sint-Stanislaus benoemen. Als voorheen regerende familie kunnen zij zich daartoe met een zeker recht bevoegd achten. Er waren ook oplichters die zonder enig recht ridders in de Orde van Sint-Stanislaus benoemden, of liever gezegd, voor veel geld goedgelovige lieden een ridderkruis en een titel verleenden. Een Pool in Engeland, de heer Juliusz Nowina heeft zichzelf in de jaren 70 tot president van Polen in ballingschap uitgeroepen. In die hoedanigheid heeft hij ook een Orde van Sint-Stanislaus gesticht. Daaraan werden tal van kunstgrepen verbonden. Opeens heeft hij zijn naam met die van de adellijke Poolse familie der Sokolnicki verbonden en nog weer later was hij opeens een prins.
De Poolse regering verwerpt de aanspraken van de heer Nowina op het presidentschap, op zijn titels en op het grootmeesterschap van een Poolse ridderorde. Zijn internationaal opererende orde van Sint-Stanislaus wordt als een pseudo-orde beschouwd.
Ook een groep Poolse burgers heeft de Orde van Sint-Stanislaus nieuw leven ingeblazen. Zij beroepen zich op steun van de kerkelijke autoriteiten in Polen maar ook hun Orde van Sint-Stanislaus is een pseudo orde en niet meer dan een vereniging omdat een fons honorum ontbreekt. Dankzij een splitsing in de orde van Prins Nowina Sokolnicki zijn er nu mogelijk ridders in niet minder dan vier orden van Sint-Stanislaus die elkaar fel bestrijden.